# Graukehltapaculo
Der Graukehltapaculo (Scytalopus zimmeri, Syn.: Scytalopus superciliaris zimmeri) zählt innerhalb der Familie der Bürzelstelzer (Rhinocryptidae) zur Gattung Scytalopus.
Früher wurde die Art als konspezifisch mit dem Weißbrauentapaculo (Scytalopus superciliaris), mitunter auch als Unterart (Ssp.) des Andentapaculos (Scytalopus magellanicus) angesehen.
Die Art kommt in den Anden im Yunga in Bolivien im Departamento Chuquisaca und Departamento Tarija sowie in Nordwestargentinien in der Provinz Salta und Provinz Jujuy vor.
Das Verbreitungsgebiet umfasst Unterholz im tropischen oder subtropischen feuchten Bergwald, Buschland und felsige Gebiete zwischen 1700 und 3200 m Höhe.
Das Artepitheton bezieht sich auf John Todd Zimmer.

## Merkmale
Der Vogel ist 10 bis 11 cm groß, das Männchen wiegt zwischen 17 und 20, das Weibchen zwischen 15 und 16 g. Auffällig ist die weiße Kehle und der deutliche weiße Überaugenstreif sowie die dunkel gebänderten braunen Flanken. Die Kopfseiten sind dunkelgrau, Scheitel, Rücken und Flügel sind grau mit etwas Dunkelbraun auf dem Nacken und den inneren Flügeldecken. Die Unterseite ist grau, die Schwanzunterseite blass olivbraun mit dichter dunkler Bänderung. Die Iris ist dunkelbraun, der Schnabel schwärzlich bis schwarz, die Füße vorne blassbraun bis gelblich und hinten braun. Jungvögel haben nur einen angedeuteten Überaugenstreif, die Oberseite ist dunkel olivbraun und dunkel gebändert. Die Unterseite ist grau mit weißlichen Federspitzen.
Die Art ist monotypisch.

## Stimme
Der Gesang wird als 3 bis 5 verwaschene Töne über 0,3 bis 0,6 Sekunden mit betontem ersten Ton beschrieben und kann minutenlang wiederholt werden.

## Lebensweise
Die Nahrung besteht aus Pflanzensamen und Insekten, die auf dem Erdboden gesucht werden. Die Art läuft lieber, als zu fliegen.
Über die Brutzeit ist nichts Genaues bekannt. Die Jungenaufzucht übernehmen beide Elternvögel.

## Gefährdungssituation
Der Bestand gilt als nicht gefährdet (Least Concern).